# Liste der Nummer-eins-Hits in Österreich (1968)
Dies ist eine Liste der Nummer-eins-Hits in Österreich im Jahr 1968. Sie basiert auf den monatlichen österreichischen Singlecharts. Veröffentlichungsdatum ist jeweils der 15. eines jeden Monats. Angegeben sind die Spitzenreiter der Top-20-Charts des jeweiligen Monats.

## Singles
| ← 1967 ← | Liste der Nummer-eins-Hits in Österreich | Liste der Nummer-eins-Hits in Österreich | Liste der Nummer-eins-Hits in Österreich                                                          | 1969 → |
| \| Zeitraum \| Wo. ges. \| Interpret \| Titel Autor(en) \| Zusätzliche Informationen \| \| (Zeitraum, Wochen auf Platz eins, Interpret, Titel, Autor[en], zusätzliche Informationen) \| \| \| \| \| \| ----------------------------------------------------------------------------------------- \| -------- \| ---------------------------- \| ------------------------------------------------------------------------------------------------- \| ---------------------------------------------------------------------------------------------------------------------------------------------------------------------------------------- \| \| 15. Dezember 1967 – 14. Februar 1968 9 Wochen \| 9 \| Bee Gees \| Massachusetts Barry Gibb, Maurice Gibb, Robin Gibb \| – \| \| 15. Februar 1968 – 14. März 1968 4 Wochen \| 4 \| Adriano Celentano \| Eravamo in 100.000 Musik: Adriano Celentano, Mariano Detto; Text: Luciano Beretta, Miki Del Prete \| – \| \| 15. März 1968 – 14. Mai 1968 9 Wochen \| 9 \| John Fred & His Playboy Band \| Judy in Disguise (With Glasses) John Fred, Andrew Bernard \| – \| \| 15. Mai 1968 – 14. Juni 1968 4 Wochen \| 4 \| The Beatles \| Lady Madonna John Lennon, Paul McCartney \| Für die Beatles ist es bereits der dritte Nummer-eins-Hit in den österreichischen Charts. \| \| 15. Juni 1968 – 14. Juli 1968 5 Wochen \| 5 \| Peter Alexander \| Delilah Les Reed, Barry Mason, Kurt Feltz \| Während Tom Jones mit seiner englischsprachigen Originalversion im selben Jahr Platz 3 erreichte, gelang Peter Alexander mit seinem deutschen Cover der Sprung an die Spitze der Charts. \| \| 15. Juli 1968 – 14. August 1968 4 Wochen \| 4 \| Louis Armstrong \| What a Wonderful World George Douglas, George David Weiss \| – \| \| 15. August 1968 – 14. September 1968 4 Wochen \| 4 \| The Small Faces \| Lazy Sunday Ronnie Lane, Steve Marriott \| – \| \| 15. September 1968 – 14. Oktober 1968 5 Wochen \| 5 \| Manfred Mann \| My Name Is Jack John S. Simon \| Für Manfred Mann ist es bereits der zweite Nummer-eins-Hit in den österreichischen Charts. \| \| 15. Oktober 1968 – 14. November 1968 4 Wochen \| 4 \| Adriano Celentano \| Azzurro Musik: Paolo Conte, Michele Virano; Text: Vito Pallavicini \| Für Adriano Celentano ist es bereits der zweite Nummer-eins-Hit in den österreichischen Charts sowohl im Jahre 1968 als auch insgesamt. \| \| 15. November 1968 – 14. Dezember 1968 4 Wochen \| 4 \| The Beatles \| Hey Jude John Lennon, Paul McCartney \| Für die Beatles ist es bereits der vierte Nummer-eins-Hit in Österreich sowie der zweite im Jahre 1968. \| \| 15. Dezember 1968 – 14. Februar 1969 9 Wochen \| 9 \| Leapy Lee \| Little Arrows Albert Hammond, Mike Hazlewood \| – \| |                                          |                                          |                                                                                                   | |
| ← 1967 |                                          |                                          |                                                                                                   | → 1969 → |
| Zeitraum | Wo. ges.                                 | Interpret                                | Titel Autor(en)                                                                                   | Zusätzliche Informationen |
| (Zeitraum, Wochen auf Platz eins, Interpret, Titel, Autor[en], zusätzliche Informationen) |                                          |                                          |                                                                                                   | |
| 15. Dezember 1967 – 14. Februar 1968 9 Wochen | 9                                        | Bee Gees                                 | Massachusetts Barry Gibb, Maurice Gibb, Robin Gibb                                                | – |
| 15. Februar 1968 – 14. März 1968 4 Wochen | 4                                        | Adriano Celentano                        | Eravamo in 100.000 Musik: Adriano Celentano, Mariano Detto; Text: Luciano Beretta, Miki Del Prete | – |
| 15. März 1968 – 14. Mai 1968 9 Wochen | 9                                        | John Fred & His Playboy Band             | Judy in Disguise (With Glasses) John Fred, Andrew Bernard                                         | – |
| 15. Mai 1968 – 14. Juni 1968 4 Wochen | 4                                        | The Beatles                              | Lady Madonna John Lennon, Paul McCartney                                                          | Für die Beatles ist es bereits der dritte Nummer-eins-Hit in den österreichischen Charts.                                                                                                |
| 15. Juni 1968 – 14. Juli 1968 5 Wochen | 5                                        | Peter Alexander                          | Delilah Les Reed, Barry Mason, Kurt Feltz                                                         | Während Tom Jones mit seiner englischsprachigen Originalversion im selben Jahr Platz 3 erreichte, gelang Peter Alexander mit seinem deutschen Cover der Sprung an die Spitze der Charts. |
| 15. Juli 1968 – 14. August 1968 4 Wochen | 4                                        | Louis Armstrong                          | What a Wonderful World George Douglas, George David Weiss                                         | – |
| 15. August 1968 – 14. September 1968 4 Wochen | 4                                        | The Small Faces                          | Lazy Sunday Ronnie Lane, Steve Marriott                                                           | – |
| 15. September 1968 – 14. Oktober 1968 5 Wochen | 5                                        | Manfred Mann                             | My Name Is Jack John S. Simon                                                                     | Für Manfred Mann ist es bereits der zweite Nummer-eins-Hit in den österreichischen Charts.                                                                                               |
| 15. Oktober 1968 – 14. November 1968 4 Wochen | 4                                        | Adriano Celentano                        | Azzurro Musik: Paolo Conte, Michele Virano; Text: Vito Pallavicini                                | Für Adriano Celentano ist es bereits der zweite Nummer-eins-Hit in den österreichischen Charts sowohl im Jahre 1968 als auch insgesamt.                                                  |
| 15. November 1968 – 14. Dezember 1968 4 Wochen | 4                                        | The Beatles                              | Hey Jude John Lennon, Paul McCartney                                                              | Für die Beatles ist es bereits der vierte Nummer-eins-Hit in Österreich sowie der zweite im Jahre 1968.                                                                                  |
| 15. Dezember 1968 – 14. Februar 1969 9 Wochen | 9                                        | Leapy Lee                                | Little Arrows Albert Hammond, Mike Hazlewood                                                      | – |